# Zakłady Przemysłu Cukierniczego Śnieżka

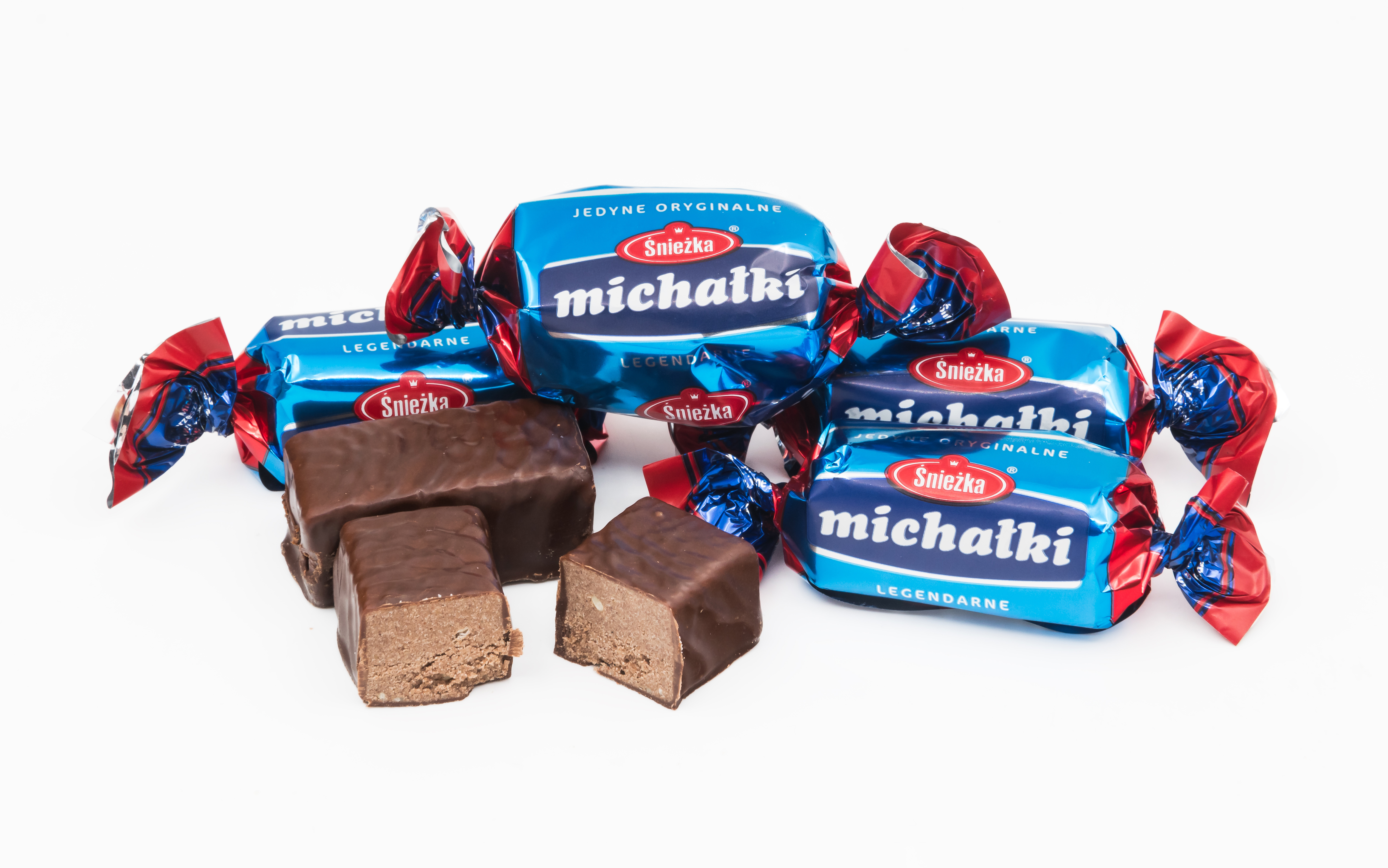
Cukierki Michałki produkowane przez przedsiębiorstwo

Zakłady Przemysłu Cukierniczego Śnieżka S.A. (ZPC Śnieżka) – polskie przedsiębiorstwo produkujące słodycze z siedzibą w Świebodzicach.

## Historia
Przedsiębiorstwo powstało w 1946 roku pod nazwą Fabryka Czekolady „Śnieżka” w Świebodzicach, wykorzystując majątek niemieckiej spółki Hochwald Schokoladen Fabrik. Fabryka rozpoczęła produkcję w 1947 roku.
W latach 1957–1966 w przedsiębiorstwie  wprowadzono nowoczesny prażak ziarna kakaowego, młyn pięciowalcowy i sortownik. Ponadto Śnieżka w tym okresie jako pierwsza firma cukiernicza w Polsce wprowadziła przekaźniki czasowe w prażaku oraz w innych urządzeniach.
1 kwietnia 1967 roku dokonano połączenia dwóch zakładów: Fabryki Czekolady „Śnieżka” w Świebodzicach i Fabryki Pieczywa Cukierniczego „Sobótka” we Wrocławiu. W wyniku połączenia powstało przedsiębiorstwo o nazwie Dolnośląskie Zakłady Przemysłu Cukierniczego „Śnieżka” z siedzibą w Świebodzicach. W latach 1967–1979 firma stopniowo przechodziła na dostawy półfabrykatów z kooperacji oraz poszerzono asortyment
W 1990 roku Dolnośląskie Zakłady Przemysłu Cukierniczego „Śnieżka” stały się jednostką samorządową prowadzącą działalność w formie zakładu budżetowego gminy Świebodzice. Od września 1991 roku działały w formie gospodarstwa pomocniczego powiązanego z gminą Świebodzice. Po dalszych przemianach przedsiębiorstwo zmieniło nazwę na Śnieżka-Invest Sp. z o.o.
W 2006 roku spółka przejęła znak towarowy oraz linię produkcyjną „Michałków z Hanki”. W 2017 Śnieżka-Invest Sp. z o.o. została przekształcona w spółkę akcyjną pod nazwą ZPC Śnieżka S.A.

## Produkty[4]
- Michałki
- Michałki z Hanki
- Trufle
- Trufetki
- Luksor
- Śliwka Książęca
- Bombajki
- Pastylki z maczkiem
- Pawełki
- Kokosowy Raj
- Cardinal
- Galaretki w czekoladzie
- Krówka ze Śnieżki
- Toffi
- Fun Frutti

### Współpraca z Zamkiem Książ
W roku 2012 ZPC Śnieżka została honorowym mecenasem Zamku Książ. W ramach tej współpracy firma produkuje słodycze z serii „Księżnej Daisy”:.
- czekolady „Perły Księżnej Daisy”
- cukierki „Księżnej Daisy”
- cukierki explore „MichaUki”
- bombonierka „Księżnej Daisy”.

## Nagrody i wyróżnienia
- 13 października 2006 roku Śnieżka-Invest za Michałki otrzymała certyfikat „Najlepsze w Polsce” przyznany na VI Edycji Konsumenckiego Konkursu Jakości Produktów „Najlepsze w Polsce” – „The best in Poland”[6].
- W 2016 roku Michałki otrzymały nagrodę Dolnośląskiego Gryfa[7], za szczególne osiągnięcia na rzecz Dolnego Śląska.
- Od 2019 roku Śnieżka ma prawo do znaku „Jakość i Tradycja”[8] dla produktu Michałki.